# Богомолов Анатолій Михайлович
Анатолій Михайлович Богомолов (18 травня 1932, Червоний Яр — 15 вересня 1994, Саратов) — російський вчений. Ректор Саратовського державного університету (1977—1994). Доктор технічних наук (1973). Професор. Заслужений діяч науки і техніки РРФСР. Академік Російської академії природних наук. Академік Міжнародної академії наук вищої школи.

## Біографія
Анатолій Михайлович Богомолов народився 18 травня 1932 року в селі Червоний Яр Старополтавського району Ніжневолжського краю. У 1946 році разом з матір'ю переїхав в Енгельс. У 1950 році закінчив середню школу з срібною медаллю. У 1955 році з відмінністю закінчив фізичний факультет Саратовського державного університету, а в 1958 році — аспірантуру. Потім працював старшим викладачем кафедри обчислювальної математики СДУ і завідувачем відділу програмування на ОЦ СДУ. У 1963 році захистив кандидатську дисертацію за фахом «Теоретична фізика».
У 1965 році Анатолій Михайлович був запрошений на пост заступника директора по науковій роботі і завідувача відділом обчислювальних методів і програмування ДВЦ АН УРСР. У 1967 році за сумісництвом працював в Донецькому державному університеті спочатку на посаді доцента, а потім професора. На математичному факультеті організував кафедру прикладної математики і теорії систем управління, брав участь в створенні кафедри економічної кібернетики.
У 1973 році в Інституті проблем управління ім. В. О. Трапєзнікова захистив докторську дисертацію на тему «Алгоритмізація процесів аналізу, діагнозу і синтезу складних інформаційних систем».
У 1974 році Богомолов був призначений тимчасово виконуючим обов'язки директора Інститута прикладної математики і механіки АН УРСР, а в 1975 році — затверджений на посаду директора.
У 1977 році Анатолій Михайлович зайняв пост ректора Саратовського державного університету.
В 1978 році створив і в подальшому керував протягом кількох років кафедрою математичної кібернетики СДУ.
Серед учнів Богомолова шість докторів наук і більше тридцяти кандидатів наук.
Анатолій Михайлович раптово помер 15 вересня 1994 року в Саратові від крововиливу в мозок.

## Винагороди і звання
- Заслужений діяч науки і техніки РРФСР,
- Орден Трудового Червоного Прапора,
- Медаль «3а доблесну працю».

## Наукові публікації
Монографії
- Богомолов A. M., Коробов Б. В. Программирование для ЭВМ «Урал-2» и «Урал-4». — Саратов: СГУ, 1965. — 482 с.
- Богомолов А. М., Барашко А. С., Грунский И. С. Эксперименты с автоматами. — Киев: Наукова думка, 1973. — 144 с.
- Богомолов A. M., Твердохлебов В. В. Диагностика сложных систем. — Киев: Наукова думка, 1974. — 128 с.
- Богомолов А. М., Грунский И. С., Сперанский Д. В. Контроль и преобразования дискретных автоматов. — Киев: Наукова думка, 1975. — 174 с.
- Богомолов A.M., Твердохлебов В. А. Целенаправленное поведение автоматов. — Киев: Наукова думка, 1975. — 123 с.
- Богомолов A. M., Зыков В. В., Когтев Ю. И., Ткаченко В. Н., Христофоров В. В., Чуберкис В. П. Оптимизация процессов прокатного производства. — Киев: Наукова Думка, 1977.
- Богомолов A. M., Сперанский Д. В. Аналитические методы в задачах контроля и анализа дискретных устройств. — Саратов: СГУ, 1986. — 240 с.
- Богомолов A. M., Ларина Н. И., Шляхтин Г. В., Родниковский В. Б. Применение математических методов и ЭВМ для комплексного изучения популяций. — Саратов: СГУ, 1986. — 105 с.
- Богомолов A. M., Кривенчук О. Г., Когтев Ю. И., Ломовацкий Г. И., Шаташвили А. Д. Экономическое моделирование сложных производственных систем: Часть 1. — Саратов: СГУ, 1989. — 189 с.
- Богомолов A. M., Кривенчук О. Г., Когтев Ю. И., Ломовацкий Г. И., Шаташвили А. Д. Экономическое моделирование сложных производственных систем: Часть 2. Модели управления автоматическими складами. — Саратов: СГУ, 1989. — 142 с.
- Богомолов A. M., Салий В. Н. Алгебраические основы теории дискретных систем. — Москва: Наука, 1997. — 367 с. ISBN 5-02-015033-9

Навчальні посібники
- Богомолов A. M. Введение в специальность «Прикладная математика». — Саратов: СГУ, 1982. — 130 с.
- Богомолов A. M., Сытник А. А., Твердохлебов В. А. Автоматные модели и рекурсивный конструктивизм. — Саратов: СГУ, 1992. — 72 с. ISBN 5-292-01592-X